# Festival Biarritz Amérique latine 2023
Le Festival Biarritz Amérique latine 2023, 32e édition du festival, se déroule du 23 au 29 septembre 2023.

## Déroulement et faits marquants
Outre la compétition, la 32e édition du festival propose un hommage un focus sur le Chili, 50 ans après le coup d'état et un focus sur la comédie cubaine.
Le 29 septembre 2023, le palmarès est dévoilé et c'est le film Levante de Lillah Halla qui remporte l'Abrazo d'or du meilleur film. Le Prix du jury est remporté par Un pájaro azul de Ariel Rotter,.

## Jury

### Longs métrages
- Michel Leclerc, réalisateur  (président du jury)
- Maria de Medeiros, actrice
- Judith Henry, actrice
- Álvaro Brechner, réalisateur
- Lolita Chammah, actrice

## Sélection

### En compétition
- Desperté con un sueño de Pablo Solarz  Uruguay  Argentine
- El castigo de Matías Bize  Chili  Argentine
- El otro hijo de Juan Sebastián Quebrada  Colombie  Argentine
- El viento que arrasa de Paula Hernández  Argentine  Uruguay
- Levante de Lillah Halla  Brésil  Uruguay
- Les Colons (Los colonos) de Felipe Gálvez  Chili  Argentine
- Los de abajo de Alejandro Quiroga  Bolivie
- Propriedade de Daniel Bandeira  Brésil
- Trigal de Anabel Caso  Mexique
- Un pájaro azul de Ariel Rotter  Argentine

### Film d'ouverture
- Blondi de Dolores Fonzi  Argentine

### Film de clôture
- El rapto de Daniela Goggi  Argentine

### Focus Chili: 50 ans après le coup d'état
- État de siège de Costa-Gavras
- Missing de Costa-Gavras
- No de Pablo Larraín
- Santiago 73, post mortem de Pablo Larraín
- Tony Manero de Pablo Larraín
- Chili, la mémoire obstinée de Patricio Guzmán
- Le Cas Pinochet de Patricio Guzmán
- La Première Année de Patricio Guzmán
- Salvador Allende de Patricio Guzmán
- El efecto ladrillo de Carola Fuentes et Rafael Valdeavellano
- Chili 1973 : une ambassade face au coup d’État de Carmen Castillo

### Focus la comédie cubaine
- Fraise et Chocolat de Tomás Gutiérrez Alea et Juan Carlos Tabío
- Liste d'attente de Juan Carlos Tabío
- Se vende de Jorge Perugorría
- El viaje extraordinario de Celeste García de Arturo Infante
- Juan de los muertos de Alejandro Brugués
- La Mort d'un bureaucrate de Tomás Gutiérrez Alea
- Se permuta de  Juan Carlos Tabío

### Avant-premières
- Heroico de David Zonana  Mexique
- Crowrã, la Fleur de Buriti de João Salaviza  Brésil
- Los delincuentes de Rodrigo Moreno  Argentine
- Portraits fantômes de Kleber Mendonça Filho  Brésil
- Sans Coeur de Nara Normande  Brésil
- The Soiled Doves of Tijuana de Jean-Charles Hue  France  Mexique
- Tótem de  Lila Avilés  Mexique
- Vicenta B de  Carlos Lechuga  Cuba  Colombie

### Versions originales
- Entrevista laboral de  Carlos Osuna  Colombie
- La burbuja de Miguel Ángel Rocca  Argentine
- Martínez de  Lorena Padilla  Mexique
- Mudos testigos de  Luis Ospina  Colombie

### Séances spéciales
- El castillo de Martin Benchimol  Argentine
- La montaña de  Diego Enrique Osorno  Mexique
- Tierra De Patagones de Julián et Joaquín Azulay  Argentine

## Palmarès

### Longs métrages
- Abrazo du meilleur film :  Levante de Lillah Halla
- Prix du jury : Un pájaro azul de Ariel Rotter
- Prix du Syndicat Français de la critique de cinéma : Les Colons (Los colonos) de Felipe Gálvez
- Prix du public : El castigo de Matías Bize